# L'uomo prudente
L'uomo prudente è un'opera teatrale in tre atti in prosa di Carlo Goldoni, portata in scena per la prima volta dalla Compagnia Medebach a Mantova nel 1748, con Cesare D'Arbes nei panni di un Pantalone riformato (non il classico vecchio vizioso, bensì un uomo accorto ed onesto).
La commedia, che narra una vicenda di disordine familiare in cui la prudenza di Pantalone vela e occulta il dissesto della struttura familiare nella società veneta della seconda metà del Settecento, fu ripresa molte volte con successo e tradotta in tedesco, spagnolo e portoghese.

## Trama
Sorrento, Regno di Napoli. Il mercante Pantalone, vedovo e risposato con una giovane donna, è un uomo onesto, ma contrasta l’amore del figlio Ottavio per Diana, una vedova squattrinata e trama affinché il ragazzo sposi una giovane con ricca dote, sopportando al di là di ogni limite che la cinica moglie Beatrice amoreggi con giovani cicisbei e maltratti Rosaura, figlia di primo letto. Ma Pantalone, come tutte le persone buone, quando esplode non risparmia nessuno: licenzia i servi sodali della moglie, caccia gli spasimanti, favorisce le nozze della figlia sempre contrastate dalla perfida consorte, alla quale impone una vita onorata. Allora, moglie e figlio per guadagnare patrimonio e libertà tentano di avvelenare il vecchio, ma il piano criminale è sventato dal sacrificio della cagnetta Perlina che mangia, prima del padrone, una panatella all'arsenico. Alla fine, il buon Pantalone riesce a ricostituire la famiglia grazie alla sua eloquenza davanti ai giudici, ottenendo l'assoluzione degli imputati.

## Poetica
È questa una delle prime commedie nelle quali il commediografo veneziano costruisce il carattere e lo spessore psicologico dei personaggi, pur mantenendo marginalmente le maschere della Commedia dell'arte. Il testo si presta ad una doppia lettura: la prima considera Pantalone simbolo della borghesia veneziana avveduta e onesta, che per salvare l'onore della famiglia che si sta sfasciando per colpa dei costumi del tempo, viene a patti con la coscienza, con la giustizia e con la Legge. La seconda, consacra Pantalone (che nasconde le prove delle trama ordita dalla moglie e del figlio per avvelenarlo) come latore di un messaggio buonista, perbenista, d'ipocrita prudenza: la foglia di fico che maschera le vergogne della famiglia e, in senso lato, della società.
Scrive Goldoni nella prefazione alla commedia: In quel tempo fece la sua gran comparsa l’Uomo Prudente, a fronte del cattivo Teatro. Non so se in oggi avrà la stessa fortuna a fronte delle Commedie mie posteriori, le quali hanno in loro più natura, più verità, miglior condotta e stile migliore. Qualunque sia per essere l’evento di un tal confronto, sarà forse male per la Commedia, ma non sarà male per me, s’ella rimarrà indietro per cagione delle altre mie, le quali amo tutte egualmente.

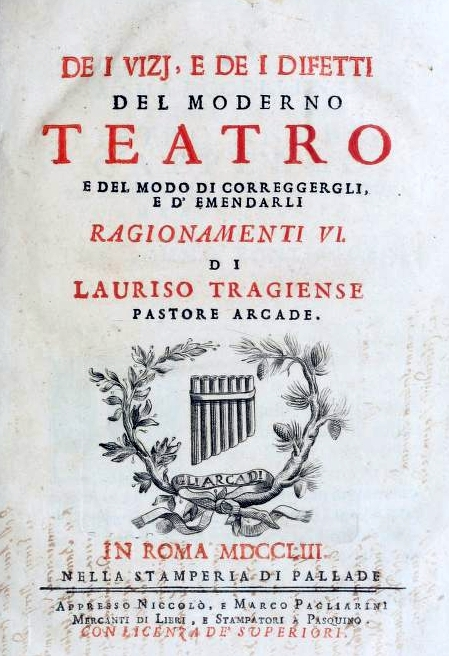
Frontespizio del libello di Lauriso Tragiense, 1753

Nel 1753, ad opera del frate francescano Giovanni Antonio Bianchi, al secolo Carlo Augusto Bianchi, pastore arcade con il nome di Lauriso Tragiense, fu dato alle stampe a Roma il volume De i vizj e de i difetti del moderno Teatro e del modo di correggerli e d'emendarli - Ragionamenti VI, in cui la commedia fu pesantemente criticata. Scrisse Goldoni a tale proposito: L'Autore ha fatto pompa di una diffusissima erudizione, e non può negarsi che egli non sia dotto, elegante e brioso. Circa all'utilità dell’opera io non darò giudizio, riportandomi in ciò al Novellista Fiorentino, il quale dando notizia di cotal libro nella Novella 42 dell'anno 1753, colonna 662, sul fine così ragiona: Non so chi sia l’Autore del libro; ma all’apparenza non è religioso, ed io esorto i miei Fiorentini a non lo leggere. Parlerò di quello che tocca a me solamente. Nel primo Ragionamento, pag. 59, condanna l’Autor suddetto questa mia Commedia: convien dire ch’egli non abbia letta la lettera all’Editore, poiché trovandola da me medesimo condannata, sarebbesi risparmiata la briga. Dice egli aver di questa sola Commedia mia parlato, perché questa specialmente gli fu lodata da alcuni, come ben regolata e ben condotta: disgrazia sua, e disgrazia mia, che abbiamo dato in persone di cattivo gusto. S'egli avesse avuto la sofferenza di leggere qualche altra Commedia mia, spero che avrebbe di me parlato con più carità e discretezza, e a fronte di tante Città d’Italia, che onorano le Opere mie per la loro onestà, sarebbe egli solo, che di scorrette e pericolose tacciate le avesse.